# Johnson megye (Wyoming)
Johnson megye az Amerikai Egyesült Államokban, azon belül Wyoming államban található. Megyeszékhelye és legnagyobb városa Buffalo. Lakosainak száma 8447 fő (2020. április 1.). Johnson megye Sheridan, Campbell, Converse, Natrona, Washakie és Big Horn megyékkel határos.

## Népesség
A megye népességének változása:
| Lakosok száma | 8568 | 8612 | 8602 | 8628 | 8585 | 8447 |
|               | 2010 | 2011 | 2012 | 2013 | 2015 | 2020 |